# ジョー・ゴールド
ジョー・ゴールド（Joe Gold, 1922年3月10日 - 2004年7月11日）は、 アメリカ合衆国のボディビルダー、経営者。フィットネスクラブであるゴールドジムとワールドジムの創業者である。

## 若年期
ジョー・ゴールドは1922年3月10日にカリフォルニア州のイースト・ロサンゼルスで誕生した。彼は中学時代から自動車修理店で友人たちとトレーニングを行っていた。やがて彼はサンタモニカにあるマッスル・ビーチに通うようになった。
第二次世界大戦が始まると彼は海軍に従軍した。彼はレイテ沖海戦において、乗船していた軍艦が魚雷攻撃を受けたことによって重傷を負った。彼は6ヶ月の間、病院で治療を受けたが、後遺症として生涯にわたり慢性疼痛が残った。

## キャリア
戦争が終わると彼はカリフォルニア州のヴェニスに戻った。1950年代には彼はメイ・ウエストにリクルートされ、いくつかの映画に出演した。また、彼はトレーニングを続けつつ独自のトレーニング器具を開発した。
ゴールドは1965年にヴェニスにおいてゴールドジムを創業した。ゴールドジムはすぐに人気が広がり、後にミスター・オリンピアで連覇するアーノルド・シュワルツェネッガーやフランク・ゼーンといったボディビルダーが利用するようになった。しかし、彼は海兵隊員として海に戻ることを望み、1973年にゴールドジムの権利を売却した。
1976年に海兵隊から戻った彼は1977年にワールドジムを創業して再びジム経営を開始した。ワールドジムはゴールドジムほどの人気は生まれなかったが、アーノルド・シュワルツェネッガーやフランク・ゼーン、フランコ・コロンボ、トム・プラッツといったボディビルダーが彼を支援するためにワールドジムを利用した。1991年にゴールドが病に倒れた際にはシュワルツェネッガーが代わりに経営を行った。

## 死去
ゴールドは2004年7月11日にカリフォルニア州マリナ・デル・レイにおいて82歳で死去した。死因はうっ血性心不全だった。

## 評価
アメリカ合衆国のボディビル雑誌であるアイアンマンの発行者であるJohn Balikは、ゴールドはフィットネス界において革新的な人物であったと述べている。また、当時のカリフォルニア州知事であるシュワルツェネッガーは、ゴールドはボディビルのレジェンドかつ先駆者であり、信頼できる友人であったと同時に父親のような存在であったと述べている。

## 私生活
ゴールドは生涯にわたって独身であり、子どももいなかった。